# Harold von Braunhut
Harold von Braunhut, né Harold Nathan Braunhut (31 mars 1926 – 28 novembre 2003), est un inventeur américain, connu principalement pour la vente par correspondance de produits frauduleux (souvent de son invention), parmi lesquels les stupéfiants singes de mer (en) (en fait, des artémies) et les lunettes à rayons X (en).

## Biographie
Braunhut nait à Memphis (dans le Tennessee) le 31 mars 1926. Il grandit à New York et y vit jusque dans les années 1980, avant de s'installer à Indian Head, dans le Maryland. D'après le Washington Post, il s'appelait « Harold Nathan Braunhut, un Juif » — ce qui peut surprendre compte tenu de ses relations ultérieures avec des groupes suprémacistes blancs. Il change son nom dans les années 1950 pour prendre ses distances avec sa famille.
Il épouse en secondes noces l'actrice Yolanda Signorelli, qui jouera un rôle actif dans le marketing des singes de mer, et avec qui il a deux enfants.
Il meurt le 28 novembre 2003 dans sa maison d'Indian Head, à la suite d'une chute accidentelle.

## Activités commerciales
Braunhut faisait de la publicité dans les comic books pour vendre un assortiment de produits frauduleux ; il avait déposé 195 brevets pour ces produits, parmi lesquels beaucoup sont devenus des icônes culturelles, en particulier :
- les lunettes à rayons X (en) (X-Ray Specs), dont la publicité prétendait qu'elles permettaient au porteur de voir à travers les vêtements ; ce produit a suscité la curiosité de générations de pré-adolescents.
- les stupéfiants singes de mer (en) (Amazing Sea-Monkeys), des œufs d'artémies qui « prenaient vie » lorsqu'on ajoutait de l'eau[6]. Les ventes partirent en flèche lorsque l'illustrateur Joe Orlando dessina une publicité montrant des « singes » humanisés dans un monde sous-marin de fantaisie. Des milliards de ces créatures ont été vendues au fil des années, et ont suscité des sites de fan, une série télévisée et un jeu vidéo[7].
- les crabes cinglés (Crazy Crabs), qui étaient simplement des pagures.
- les étonnants monstres chevelus (Amazing Hair-Raising Monsters), des cartes montrant un monstre imprimé auxquels des « cheveux » (en fait, des cristaux minéraux) poussaient lorsqu'on ajoutait de l'eau.
- les poissons rouges invisibles (Invisible Goldfish), des poissons imaginaires garantis rester invisibles de façon permanente.

Braunhut organisa également des spectacles, enrôlant en particulier le mentaliste Joseph Dunninger (en). Il  créa également une réserve naturelle dans le Maryland.

## Racisme
The Washington Post indique qu'en dépit de ses ascendances juives, il était étroitement associé avec des groupes suprémacistes blancs, achetant des armes à feu pour le compte d'un groupe du  Ku Klux Klan, et assistant régulièrement à la conférence annuelle des Aryan Nations. Dans une interview donnée en 1988 au Seattle Times, il faisait référence aux « regards obliques et impénétrables » des boutiquiers coréens, ajoutant :  « Vous savez de quel côté je suis. Je n'en fais pas tout un plat. ».